# Romana Menze-Kuhn

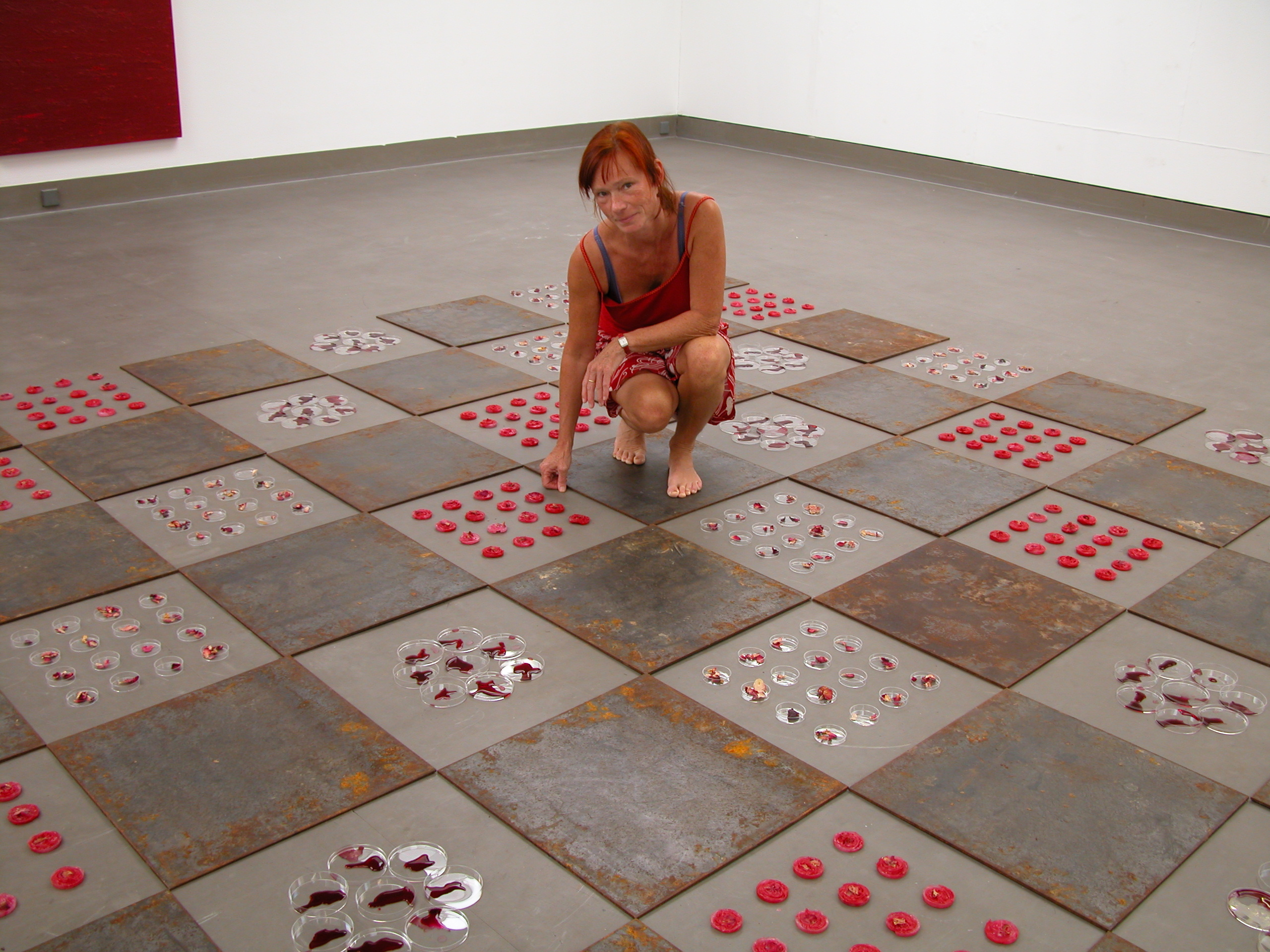
Romana Menze-Kuhn in einem Kunstwerk

Romana Menze-Kuhn (* 4. August 1957 in Würzburg) ist eine deutsche Malerin und Installationskünstlerin.

## Leben
Nach dem Abitur erlernte sie 1978 den Beruf der Physiotherapeutin, bildete sich bei Fe Reichelt in Tanz und Pantomime und ging 1983 nach New York, um sich dort am Performance Centre NY bei Laura Fernandez und Ken Emsig und im Clown Theatre NY weiterzubilden. Ein längerer Aufenthalt in Asien war ausschlaggebend für die Entscheidung, Künstlerin zu werden. In der Zeit von 1988 bis 1996 besuchte sie Lehrgänge vom Berufsverband Bildender Künstler in Frankfurt und in der Städelschule Frankfurt bei Michael Siegel. Im Jahr 2000 erregte ihre Skulptur „Nahtstelle Müll – Fenster zur Deponie“ Aufmerksamkeit. Seit 1993 ist sie freischaffende Künstlerin und hat seitdem regelmäßige internationale Ausstellungstätigkeit. Sie lebt in Eschborn bei Frankfurt am Main.

## Werk und Wirkung
Die sensible Wahrnehmung von künstlich geschaffenen Naturräumen versus ursprüngliche Natur steht im Mittelpunkt des Werkes von Romana Menze-Kuhn. Mit Installationen im öffentlichen Raum wurde die Künstlerin bekannt. Geprägt ist ihr Werk durch Arrangements von verschiedenen künstlerischen Medien zu ästhetischen, inhaltlichen und kritischen Arbeiten. Diese balancieren zwischen Raum und Raummalerei, zwischen Fertigem und Prozesshaften, wobei ihr Schwerpunkt auf der Malerei liegt.
Malerei
Gestisches wird mit Monochromen in Verbindung gebracht, wenn die dunklen, meist schwarzen Flächen, die oftmals aus der Tiefe her andere Farbtöne schimmern und wirken lassen, sich zu den informellen Strukturen gesellen. Aber auch Abstraktes wird mit Figurativem verbunden, wenn die Künstlerin die Realität in Form einer Foto-Collage einbringt und sie mit der Gestik ihrer farbstarken Malerei verbindet. Hier spiegelt sich die Anregung durch erlebte Landschaft auf Reisen wider, die sensibel in ihrer Malerei zu Tage treten. Der aufmerksame Betrachter kann Landschaft, Städte, Flüsse aus China oder Tempelanlagen aus Mexiko erahnen. Romana Menze-Kuhn ist eine Künstlerin, die mit kritischem Blick die veränderte Natur und Landschaft in ihren Arbeiten entstehen lässt und den Rezipienten zum Nachdenken, zum Dialog auffordert.
Prozess
Ihre Arbeiten sind nie beendet, es sind Phasen des Durchgangs, im Moment der Gegenwart fixiert. Sie werden ständig verändert, erweitert, anderen Situation neu angepasst. Durch diese Vorläufigkeit, ständige Unfertigkeit vermeidet sie jede dogmatische Aussage. Das Material die Farbe sind die Spielsteine mit denen sie selbst hantiert aber auch den Betrachter suggeriert, assoziativ mit dem vorliegenden Material – der Bodeninstallation – zu phantasieren, um so zu begreifen. Kunst als Mittel der Erkenntnis, als Weg der Bewusstwerdung, ohne das Korsett eines wissenschaftlichen Sets.
Installation
Mit der Installation „Nahtstelle Müll – Fenster zur Deponie“ fertigte Romana Menze-Kuhn eine künstlerische Arbeit, die ortsspezifischen Charakter ist. Sie setzt sich auf kritische Art mit ihrem räumlichen Umfeld, der Grenze zwischen der Mülldeponie Flörsheim/Wicker und der diese umgebenden Landschaft auseinander, indem sie die im Laufe der Zeit entstandene, durch Müll in ihrem organischen Wachstum behinderte, Natur offenlegte. Kunst dient hier nicht der rein ästhetischen Erbauung. Der ideelle Gehalt dieser Arbeit liegt vielmehr darin, den Betrachtern die Möglichkeit zu eröffnen, nicht nur das Ergebnis, sondern auch den Prozess der künstlich-natürlichen Herstellung von Natur durch den Menschen.
Mit „umraeume n“2008/9 bezieht die Eschborner Künstlerin Romana Menze-Kuhn Stellung zur Veränderung bildender Kunst im Kirchenraum vor dem Hintergrund gesellschaftlichen Wandels. Gleichzeitig setzt sie sich kritisch mit dem Menschen und seiner Umwelt, seiner „Um-Raeume“ auseinander. Eingebettet in Abläufe sozialen Wandels ist der Mensch mit sich stetig veränderten Situationen konfrontiert, die immer neue Sichtweisen erforderlich machen. Parallel dazu lässt sich in westlichen Gesellschaften das wachsende Bedürfnis nach Spiritualität beobachten. So bietet die Installation neben Raum für kritische Reflexion auch die Möglichkeit zu kontemplativer Einkehr.
Joachim Albert M.A., Kunstverein Friedberg 2008/9.
Ihre Installation „Behausung 6“ erlangte Bekanntheit, als sie durch eine Reinigungskraft irrtümlich entfernt wurde. Menze-Kuhn setzte das Werk als „Behausung 6a“ mit der Mülltonne als neuem Bestandteil um.

## Preise
- 1994: Verleihung des Kunstförderpreises der Stadt Schwalbach/Ts. 1. Preis
- 2001: St.Andreas-Kunstpreis der Nationalpark Gemeinde St.Andreas[7]

Nominierungen
- 2006/10: nominiert zum Kunst- und Designpreis der Lippischen Rose in Lemgo[8]
- 2001: St.Andreas-Kunstpreis der Nationalpark Gemeinde St.Andreas
- 2009: nominiert zum Kunstpreis des Skulpturenparks Mörfelden/Walldorf[9]
- 2011: nominiert zum 1. Deutschen Installationspreis der 5. Höhler Biennale[10]
- 2012: nominiert zum Kunstpreis Kirche und Kultur, Wiesbaden[11]
- 2013: nominiert zum Kunstpreis der Telefonseelsorge Mainz/Wiesbaden (7)[12]
- 2014: nominiert zum Kunstpreis der Erzdiözese Freiburg[13]
- 2015: nominiert zum Deutschen Installationspreis der 7. Höhler Biennale[14]

## Stipendien
2004: Moldau-Stipendium im Egon Schiele Art Centrum in Český Krumlov, Cz

## Ausstellungen
Romana Menze-Kuhn ist eine international und regional bedeutsame Künstlerin, die ihre Werke weltweit auf Ausstellungen und in Museen zeigt.
- 1996: „Salon de Printemps“ im Theatre Municipal Luxembourg
- 1998: Guang Dong Museum of Modern Art in Guangzhou, Volksrepublik China
- 1999: Museum in Mo I Rana, Norwegen
- 1999: Kunststation Kleinsassen (10)[16]
- 2000: Biennale Int. in Québec Canada
- 2000: Skulptur „Nahtstelle Müll – Fenster zur Deponie“[17]
- 2001: Galerie Christine Rother[18]
- 2001: 2. Internationale Biennale Neues Aquarell in Kleinsassen
- 2001: 7. Kunstausstellung “Natur-Mensch” im Nationalpark Harz[19]
- 2004: 7. Biennale Internationale Miniatur in Québec
- 2005: Museum Montgeron bei Paris
- 2008: Kunstverein Friedberg und Burgkirche Friedberg mit Astrid Menze
- 2009: Skulpturenpark Mörfelden „starke Frauen hat/braucht das Land“
- 2010: Künstlerverein Walkmühle e. V., Wiesbaden[20]
- 2010: „gArten“ Ausstellung der Entwürfe zum Kunstsommer Wiesbaden
- 2011: 5. Höhler Biennale, Gera
- 2014: Galerie Apollon, Eschborn[21]
- 2014: E-Werk Freiburg
- 2014: Reiss-Engelhorn-Museum, Mannheim
- 2015: 7. Höhler Biennale, Gera
- 2015: Kunst und Kirche in der Wetterau[22]
- 2016: Behausung 6/2016, Philippuskirche (Mannheim)[23]